# Smashing Magazine
Das Smashing Magazine ist ein Fachmagazin zu den Themen Webdesign und Webentwicklung, das 2006 von Sven Lennartz und Vitaly Friedman gegründet wurde. Es gehört zu den erfolgreicheren Online-Medien aus Deutschland. Die Artikel des Smashing Magazine erscheinen ausschließlich in Englisch.
Das Smashing Magazine wird von der Smashing Media AG herausgegeben. Nach der Veröffentlichung im September 2006 wurde die Website erstmals im September 2007 überarbeitet, ein Relaunch der Website erfolgte Anfang 2012. Der letzte Relaunch erfolgte am 21. November 2017.
Das Smashing Magazine veranstaltet mehrmals jährlich die sogenannten Smashing Conferences, gegründet 2012 von Vitaly Friedman und Marc Thiele, mit Referenten und Szenegrößen, wie beispielsweise Dan Mall, Tim Kadlec, Lea Verou, Dan Rubin und Sara Soueidan. Bisher in Freiburg (2012 bis 2020), Oxford (2014, 2015), New York City (2014 bis 2020), Whistler (2014), Los Angeles (2015), San Francisco (ab 2016) und Barcelona (2015).

## Bücher
Neben dem Online-Magazin verlegen die Herausgeber seit 2009 eigene Bücher.
Werke
- The Smashing Book. 1. 2009, ISBN 978-3-943075-06-9.
- The Smashing Book. 2. 2009, ISBN 978-3-943075-22-9.
- The Smashing Book. 3. 2009, ISBN 978-3-943075-29-8.
- The Smashing Book. 3 1/3. 2009, ISBN 978-3-943075-30-4.
- The Smashing Book. 4. 2013, ISBN 978-3-944540-57-3.
- The Smashing Book. 5. 2015, ISBN 978-3-945749-21-0.
- The Smashing Book. 6. 2018, ISBN 978-3-945749-69-2.
- The Mobile Book. 2013, ISBN 978-3-943075-06-9.
- Paul Boag: Digital Adaptation. 2014, ISBN 978-3-944540-64-1.
- Heydon Pickering: Inclusive Design Patterns. 2016, ISBN 978-3-944540-64-1.
- Christian Krammer: The Sketch Handbook. 2016, ISBN 978-3-945749-48-7.

Dazu kommen mehr als 60 Titel (Januar 2017), die ausschließlich als E-Book erschienen sind. Einige Bücher wurden ins Koreanische, Japanische, Spanische und Chinesische übersetzt.